# Cass (rivière du district de Mackenzie)
Ne pas confondre avec la rivière proche : Cass (rivière) (District de Selwyn).
Pour les articles homonymes, voir Cass.
La rivière Cass  (en anglais : Cass River) est un cours d’eau  alpin de la région de Canterbury dans l’Île du Sud de la Nouvelle-Zélande.

## Géographie
Elle prend naissance dans la chaîne de Hall Range immédiatement en dessous du col de Rankin, et reçoit aussi de l’eau  du glacier Huxley situé à proximité. Juste après une chute de 600 m, la rivière s’écoule vers le sud avec un aspect de rivière en tresses, dans une vallée plate, pendant 25 km. Les chaînes de Leibig Range et Gamack Range sont situées vers l’ouest, et Haszard Range vers l’est.
La rivière s’écoule sur le côté ouest du lac  Tekapo où elle a construit  un delta de graviers.

## Nom
La rivière Cass tire son nom de Thomas Cass, Chief Surveyor de la Province de Canterbury de 1851 à 1867.